# Kurs

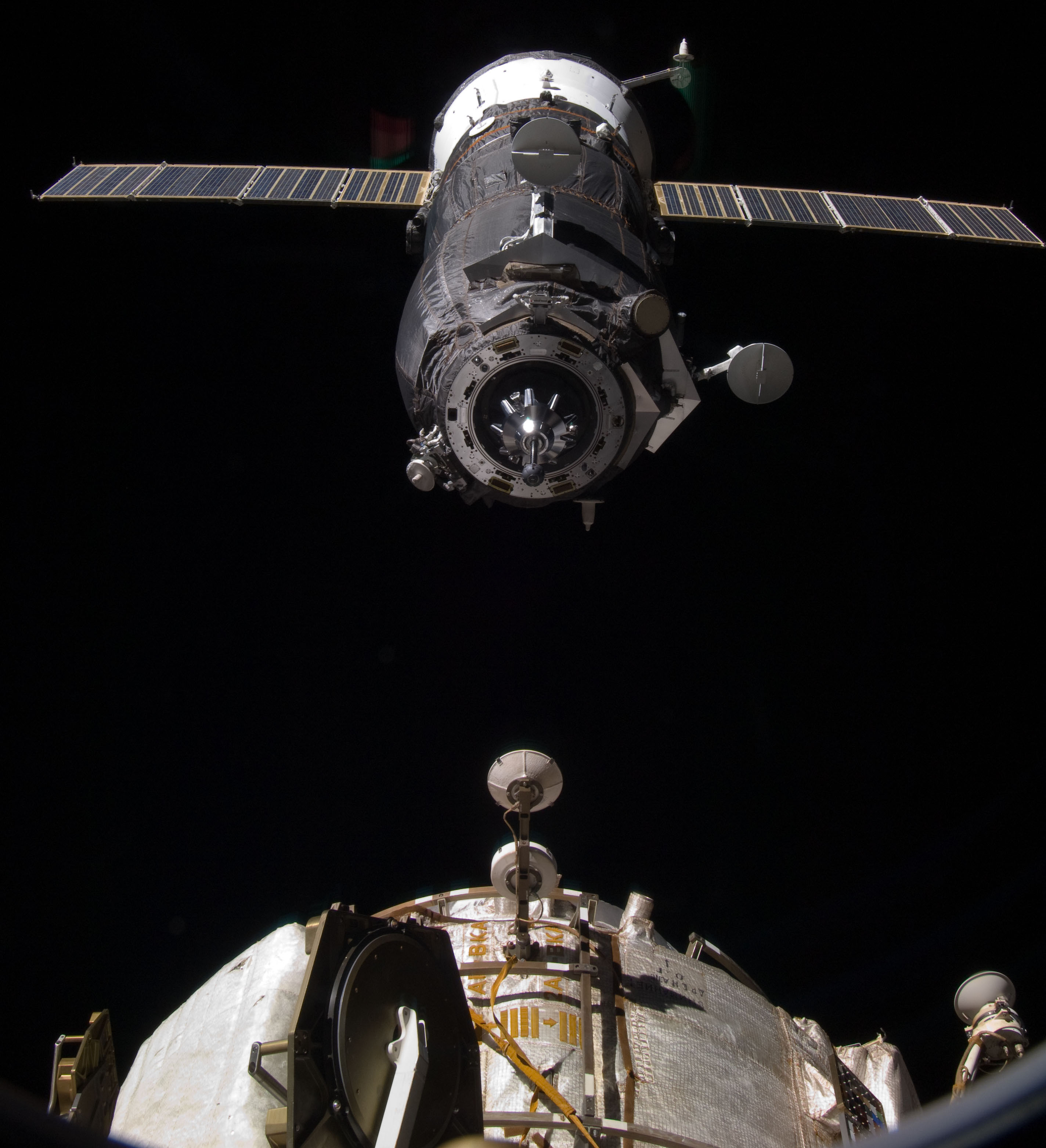
Un veicolo Progress attracca al modulo Pirs della Stazione spaziale internazionale usando il sistema Kurs-A nel 2011

Kurs (in russo Курс?, letteralmente Corso) è un sistema di telemetria radio usata nel programma spaziale sovietico e più tardi russo. Venne sviluppato dalla società NII Тоčnych Priborov (in russo НИИ Точных Приборов?) prima del 1985 e prodotto da Kiev Radio Factory (in russo Київський Радіозавод?).

## Storia
Kurs fu il successore dell'Igla e oggi fornisce il servizio di navigazione per i veicoli spaziali russi, tra cui le navicelle spaziali Sojuz e Progress. La differenza principale tra questi sistemi è che Igla richiedeva alla stazione spaziale di collaborare nella manovra di attracco riorientandosi per puntare il boccaporto di attracco alla navicella spaziale, mentre Kurs permette di attraccare con una stazione spaziale completamente stazionaria. La ragione principale di questo cambiamento era che Mir doveva essere una stazione spaziale molto più grande della vecchia Saljut, quindi il consumo di propellente per spostarla sarebbe stato eccessivo. Kurs fornì il sistema di attracco automatico per tutti i veicoli spaziali russi che attraccavano alla stazione spaziale Mir. Quando viene utilizzato per l'attracco nei veicoli Sojuz o Progress trasmette impulsi radar da più antenne. La variazione di forza tra le antenne consente al sistema di calcolare la posizione relativa, l'assetto e il grado di avvicinamento. Il sistema è progettato per l'avvicinamento e l'attracco automatico, ma in un casi di emergenza i cosmonauti possono prendere il controllo del veicolo, a bordo o dalla Stazione spaziale internazionale. Dopo lo scioglimento dell'Unione Sovietica nel 1991, il sistema Kurs divenne proprietà dell'Ucraina; il suo produttore divenne un concorrente nel settore dei lanci spaziali con Agenzia spaziale russa. A causa di problemi di valuta forte, Kiev aumentò il prezzo del sistema Kurs. Di conseguenza, l'agenzia spaziale russa cercò di eliminare gradualmente il suo utilizzo nei suoi veicoli. Un test che utilizzava il sistema di backup russo TORU per ridurre la dipendenza dai Kurs fu responsabile della collisione tra la stazione spaziale Mir e la navicella Progress M-34 che causò numerosi danni al modulo Spektr e il quasi abbandono della Mir. Dopo la collisione e il recupero, il veicolo Progress successivo ebbe un guasto al Kurs, e fu agganciata con successo utilizzando il sistema TORU.

## Varianti

### Kurs-NA
Il sistema di attracco Kurs-NA (in russo Новая Активная?), che richiede una sola antenna per l'avvicinamento e meno energia, sostituì il Kurs-A, che richiedeva cinque antenne. Venne iniziata la sua produzione nel 2003. Venne testato da Progress M-15M nel luglio 2012 e da Progress M-21M] nel novembre 2013. Viene usato sul veicolo spaziale Progress MS.

### Kurs-ATV
L'antenna del sistema Kurs, ormai costruita in Russia, fungeva anche da sistema di monitoraggio dell'attracco indipendente e ridondante per il veicolo cargo europeo Automated Transfer Vehicle. Esso fungeva da sistema di monitoraggio aggiuntivo e non poteva essere utilizzato per controllare l'avvicinamento o l'attracco dell'ATV in alcun modo.

## Malfunzionamenti
Il 15 dicembre 2015, durante l'attracco di Sojuz TMA-19M con la Stazione spaziale internazionale il sistema Kurs allineò male la navicella spaziale e non riuscì ad attraccare, richiedendo un attracco con il controllo manuale pilotato dal comandante della Sojuz Jurij Malenčenko. Ciò ritardò l'attracco di soli 10 minuti.
Il 24 agosto 2019 durante l'attracco del veicolo senza equipaggio Sojuz MS-14 con la Stazione spaziale internazionale la navicella spaziale non riuscì ad agganciarsi al boccaporto di Poisk. Il 27 agosto attraccò senza problemi al boccaporto del modulo Zvezda. Nei giorni seguenti i cosmonauti a bordo riferirono che i cavi del sistema Kurs nel modulo Poisk della ISS erano scollegati, impedendone l’attracco automatico.